# Bitte laßt die Blumen leben
Bitte laßt die Blumen leben è un film del 1986 diretto da Duccio Tessari.

## Trama
Il famoso avvocato parigino Charles Duhamel, sopravvissuto a un incidente aereo, coglie l'occasione per assumere una nuova identità e iniziare una nuova vita.